# Caseybucht
Die Caseybucht (englisch Casey Bay) ist eine große Bucht an der Kronprinz-Olav-Küste des ostantarktischen Enderbylands. Sie liegt zwischen der Tange Promontory und der Sakellari-Halbinsel.
Kartografisch erfasst wurde sie anhand von Luftaufnahmen, die 1956 im Rahmen der Australian National Antarctic Research Expeditions (ANARE) entstanden. Das Antarctic Names Committee of Australia (ANCA) benannte sie 1958 nach dem australischen Politiker Richard Casey, Baron Casey (1890–1976), von 1951 bis 1960 Außenminister Australiens.